# تروخیو (ایالت)
تروخیو (به اسپانیایی: Estado Trujillo) یکی از ۲۳ ایالت ونزوئلا است و مرکز آن شهر تروخیو است. این استان به ۲۰ ناحیهٔ شهرداری تقسیم شده‌است، ۷٬۴۰۰ کیلومتر مربع مساحت داشته و جمعیت آن در سال ۲۰۰۷ بالغ بر ۷۱۱٬۴۰۰ نفر تخمین زده شده‌است.